# UAE Tour 2023
UAE Tour 2023 var den femte upplagan av det emiratiska etapploppet UAE Tour. Cykelloppets sju etapper kördes mellan den 20 och 26 februari 2023 med start i Al Dhafra Castle och målgång i Jabal Ḩafīt. Loppet var en del av UCI World Tour 2023 och vanns av belgiska Remco Evenepoel från cykelstallet Soudal Quick-Step.

## Deltagande lag
| WorldTeams (16)- AG2R Citroën Team - Alpecin-Deceuninck - Astana Qazaqstan Team - Bahrain Victorious - Bora-Hansgrohe - EF Education-EasyPost - Groupama-FDJ - Ineos Grenadiers - Intermarché-Circus-Wanty - Jumbo-Visma - Movistar Team - Soudal Quick-Step - Team Jayco AlUla - Team DSM - Trek-Segafredo - UAE Team Emirates ProTeams (4)- Israel-Premier Tech - Lotto Dstny - Green Project-Bardiani CSF-Faizanè - Tudor Pro Cycling Team |
| |

## Etapper
| Etapp | Datum  | Start – mål                                         | type          | Distans (km) | Etappvinnare          | Totalledare     |
| ----- | ------ | --------------------------------------------------- | ------------- | ------------ | --------------------- | --------------- |
| 1     | 20 feb | Al Dhafra Castle – Al Mirfa                         | Flack etapp   | 151          | Tim Merlier           | Tim Merlier     |
| 2     | 21 feb | Khalifa Port – Khalifa Port                         | Lagtempoetapp | 17,3         | Soudal Quick-Step     | Luke Plapp      |
| 3     | 22 feb | Fujairah – Jabal Bil ‘Ays                           | Bergsetapp    | 185          | Einer Rubio           | Remco Evenepoel |
| 4     | 23 feb | Al Shindagha – Dubai                                | Flack etapp   | 174          | Juan Sebastián Molano | Remco Evenepoel |
| 5     | 24 feb | Al Marjan Island – Umm Al Quwain                    | Flack etapp   | 170          | Dylan Groenewegen     | Remco Evenepoel |
| 6     | 25 feb | Warner Bros. World Abu Dhabi – Abu Dhabi Breakwater | Flack etapp   | 166          | Tim Merlier           | Remco Evenepoel |
| 7     | 26 feb | Hazza bin Zayed Stadium – Jabal Ḩafīt               | Bergsetapp    | 153          | Adam Yates            | Remco Evenepoel |

### 1:a etappen
| Al Dhafra Castle - Al Mirfa | Flack etapp | (151 km) |

| \| Placeringar i etappen \| Placeringar i etappen \| Placeringar i etappen \| Placeringar i etappen \| Placeringar i etappen \| \| Cyklist \| Cyklist \| Lag \| Tid \| \| \| --------------------- \| --------------------- \| --------------------- \| --------------------- \| --------------------- \| \| 1. \| Tim Merlier \| Soudal Quick-Step \| 3t 17' 35" \| \| \| 2. \| Caleb Ewan \| Lotto Dstny \| + 0" \| \| \| 3. \| Mark Cavendish \| Astana Qazaqstan Team \| + 0" \| \| \| 4. \| Olav Kooij \| Jumbo-Visma \| + 0" \| \| \| 5. \| Nikias Arndt \| Bahrain Victorious \| + 0" \| \| \| 6. \| Phil Bauhaus \| Bahrain Victorious \| + 0" \| \| \| 7. \| Luke Plapp \| Ineos Grenadiers \| + 0" \| \| \| 8. \| Remco Evenepoel \| Soudal Quick-Step \| + 0" \| \| \| 9. \| Peio Bilbao \| Bahrain Victorious \| + 0" \| \| \| 10. \| Cees Bol \| Astana Qazaqstan Team \| + 0" \| \| |                 |                       |            |
| |                 |                       |            |
| Källa: ProCyclingStats |                 |                       |            |
| Placeringar i etappen |                 |                       |            |
| Cyklist | Cyklist         | Lag                   | Tid        |
| 1. | Tim Merlier     | Soudal Quick-Step     | 3t 17' 35" |
| 2. | Caleb Ewan      | Lotto Dstny           | + 0"       |
| 3. | Mark Cavendish  | Astana Qazaqstan Team | + 0"       |
| 4. | Olav Kooij      | Jumbo-Visma           | + 0"       |
| 5. | Nikias Arndt    | Bahrain Victorious    | + 0"       |
| 6. | Phil Bauhaus    | Bahrain Victorious    | + 0"       |
| 7. | Luke Plapp      | Ineos Grenadiers      | + 0"       |
| 8. | Remco Evenepoel | Soudal Quick-Step     | + 0"       |
| 9. | Peio Bilbao     | Bahrain Victorious    | + 0"       |
| 10. | Cees Bol        | Astana Qazaqstan Team | + 0"       |

| \| Totaltävlingen \| Totaltävlingen \| Totaltävlingen \| Totaltävlingen \| Totaltävlingen \| \| Cyklist \| Cyklist \| Lag \| Tid \| \| \| -------------- \| --------------- \| --------------------- \| -------------- \| -------------- \| \| 1. \| Tim Merlier \| Soudal Quick-Step \| 3t 17' 35" \| \| \| 2. \| Caleb Ewan \| Lotto Dstny \| + 4" \| \| \| 3. \| Luke Plapp \| Ineos Grenadiers \| + 5" \| \| \| 4. \| Mark Cavendish \| Astana Qazaqstan Team \| + 6" \| \| \| 5. \| Nikias Arndt \| Bahrain Victorious \| + 7" \| \| \| 6. \| Remco Evenepoel \| Soudal Quick-Step \| + 8" \| \| \| 7. \| Peio Bilbao \| Bahrain Victorious \| + 8" \| \| \| 8. \| Olav Kooij \| Jumbo-Visma \| + 10" \| \| \| 9. \| Phil Bauhaus \| Bahrain Victorious \| + 10" \| \| \| 10. \| Cees Bol \| Astana Qazaqstan Team \| + 10" \| \| |                 |                       |            |
| |                 |                       |            |
| Källa: ProCyclingStats |                 |                       |            |
| Totaltävlingen |                 |                       |            |
| Cyklist | Cyklist         | Lag                   | Tid        |
| 1. | Tim Merlier     | Soudal Quick-Step     | 3t 17' 35" |
| 2. | Caleb Ewan      | Lotto Dstny           | + 4"       |
| 3. | Luke Plapp      | Ineos Grenadiers      | + 5"       |
| 4. | Mark Cavendish  | Astana Qazaqstan Team | + 6"       |
| 5. | Nikias Arndt    | Bahrain Victorious    | + 7"       |
| 6. | Remco Evenepoel | Soudal Quick-Step     | + 8"       |
| 7. | Peio Bilbao     | Bahrain Victorious    | + 8"       |
| 8. | Olav Kooij      | Jumbo-Visma           | + 10"      |
| 9. | Phil Bauhaus    | Bahrain Victorious    | + 10"      |
| 10. | Cees Bol        | Astana Qazaqstan Team | + 10"      |

### 2:a etappen
| Khalifa Port - Khalifa Port | Lagtempoetapp | (17,3 km) |

| \| Placeringar i etappen \| Placeringar i etappen \| Placeringar i etappen \| Placeringar i etappen \| Placeringar i etappen \| Placeringar i etappen \| \| Lag \| Lag \| Tid \| Tidsskillnad \| Hastighet \| \| \| --------------------- \| --------------------- \| --------------------- \| --------------------- \| --------------------- \| --------------------- \| \| 1. \| Soudal Quick-Step \| 18' 17" \| \| 56.773 km/t \| \| \| 2. \| EF Education-EasyPost \| 18' 18" \| + 1" \| 56.721 km/t \| \| \| 3. \| Ineos Grenadiers \| 18' 20" \| + 3" \| 56.618 km/t \| \| \| 4. \| Bahrain Victorious \| 18' 21" \| + 4" \| 56.567 km/t \| \| \| 5. \| Team Jayco AlUla \| 18' 22" \| + 5" \| 56.515 km/t \| \| \| 6. \| Team DSM \| 18' 27" \| + 10" \| 56.260 km/t \| \| \| 7. \| Bora-Hansgrohe \| 18' 32" \| + 15" \| 56.007 km/t \| \| \| 8. \| UAE Team Emirates \| 18' 33" \| + 16" \| 55.957 km/t \| \| \| 9. \| Astana Qazaqstan Team \| 18' 34" \| + 17" \| 55.907 km/t \| \| \| 10. \| Trek-Segafredo \| 18' 36" \| + 19" \| 55.806 km/t \| \| |                       |         |              |             |
| |                       |         |              |             |
| Källa: ProCyclingStats |                       |         |              |             |
| Placeringar i etappen |                       |         |              |             |
| Lag | Lag                   | Tid     | Tidsskillnad | Hastighet   |
| 1. | Soudal Quick-Step     | 18' 17" |              | 56.773 km/t |
| 2. | EF Education-EasyPost | 18' 18" | + 1"         | 56.721 km/t |
| 3. | Ineos Grenadiers      | 18' 20" | + 3"         | 56.618 km/t |
| 4. | Bahrain Victorious    | 18' 21" | + 4"         | 56.567 km/t |
| 5. | Team Jayco AlUla      | 18' 22" | + 5"         | 56.515 km/t |
| 6. | Team DSM              | 18' 27" | + 10"        | 56.260 km/t |
| 7. | Bora-Hansgrohe        | 18' 32" | + 15"        | 56.007 km/t |
| 8. | UAE Team Emirates     | 18' 33" | + 16"        | 55.957 km/t |
| 9. | Astana Qazaqstan Team | 18' 34" | + 17"        | 55.907 km/t |
| 10. | Trek-Segafredo        | 18' 36" | + 19"        | 55.806 km/t |

| \| Totaltävlingen \| Totaltävlingen \| Totaltävlingen \| Totaltävlingen \| Totaltävlingen \| \| Cyklist \| Cyklist \| Lag \| Tid \| \| \| -------------- \| ------------------ \| --------------------- \| -------------- \| -------------- \| \| 1. \| Luke Plapp \| Ineos Grenadiers \| 3t 35' 50" \| \| \| 2. \| Remco Evenepoel \| Soudal Quick-Step \| + 0" \| \| \| 3. \| Nikias Arndt \| Bahrain Victorious \| + 3" \| \| \| 4. \| Peio Bilbao \| Bahrain Victorious \| + 4" \| \| \| 5. \| Mark Cavendish \| Astana Qazaqstan Team \| + 15" \| \| \| 6. \| Cees Bol \| Astana Qazaqstan Team \| + 21" \| \| \| 7. \| Olav Kooij \| Jumbo-Visma \| + 23" \| \| \| 8. \| Bert Van Lerberghe \| Soudal Quick-Step \| + 29" \| \| \| 9. \| Tim Merlier \| Soudal Quick-Step \| + 30" \| \| \| 10. \| Jarrad Drizners \| Lotto Dstny \| + 50" \| \| |                    |                       |            |
| |                    |                       |            |
| Källa: ProCyclingStats |                    |                       |            |
| Totaltävlingen |                    |                       |            |
| Cyklist | Cyklist            | Lag                   | Tid        |
| 1. | Luke Plapp         | Ineos Grenadiers      | 3t 35' 50" |
| 2. | Remco Evenepoel    | Soudal Quick-Step     | + 0"       |
| 3. | Nikias Arndt       | Bahrain Victorious    | + 3"       |
| 4. | Peio Bilbao        | Bahrain Victorious    | + 4"       |
| 5. | Mark Cavendish     | Astana Qazaqstan Team | + 15"      |
| 6. | Cees Bol           | Astana Qazaqstan Team | + 21"      |
| 7. | Olav Kooij         | Jumbo-Visma           | + 23"      |
| 8. | Bert Van Lerberghe | Soudal Quick-Step     | + 29"      |
| 9. | Tim Merlier        | Soudal Quick-Step     | + 30"      |
| 10. | Jarrad Drizners    | Lotto Dstny           | + 50"      |

### 3:e etappen
| Fujairah - Jabal Bil ‘Ays | Bergsetapp | (185 km) |

| \| Placeringar i etappen \| Placeringar i etappen \| Placeringar i etappen \| Placeringar i etappen \| Placeringar i etappen \| \| Cyklist \| Cyklist \| Lag \| Tid \| \| \| --------------------- \| --------------------- \| --------------------- \| --------------------- \| --------------------- \| \| 1. \| Einer Rubio \| Movistar Team \| 4t 54' 24" \| \| \| 2. \| Remco Evenepoel \| Soudal Quick-Step \| + 14" \| \| \| 3. \| Adam Yates \| UAE Team Emirates \| + 15" \| \| \| 4. \| Alexej Lutsenko \| Astana Qazaqstan Team \| + 15" \| \| \| 5. \| Luke Plapp \| Ineos Grenadiers \| + 15" \| \| \| 6. \| Harm Vanhoucke \| Team DSM \| + 15" \| \| \| 7. \| Thomas Gloag \| Jumbo-Visma \| + 15" \| \| \| 8. \| Andreas Leknessund \| Team DSM \| + 15" \| \| \| 9. \| Sepp Kuss \| Jumbo-Visma \| + 15" \| \| \| 10. \| Ben Zwiehoff \| Bora-Hansgrohe \| + 15" \| \| |                    |                       |            |
| |                    |                       |            |
| Källa: ProCyclingStats |                    |                       |            |
| Placeringar i etappen |                    |                       |            |
| Cyklist | Cyklist            | Lag                   | Tid        |
| 1. | Einer Rubio        | Movistar Team         | 4t 54' 24" |
| 2. | Remco Evenepoel    | Soudal Quick-Step     | + 14"      |
| 3. | Adam Yates         | UAE Team Emirates     | + 15"      |
| 4. | Alexej Lutsenko    | Astana Qazaqstan Team | + 15"      |
| 5. | Luke Plapp         | Ineos Grenadiers      | + 15"      |
| 6. | Harm Vanhoucke     | Team DSM              | + 15"      |
| 7. | Thomas Gloag       | Jumbo-Visma           | + 15"      |
| 8. | Andreas Leknessund | Team DSM              | + 15"      |
| 9. | Sepp Kuss          | Jumbo-Visma           | + 15"      |
| 10. | Ben Zwiehoff       | Bora-Hansgrohe        | + 15"      |

| \| Totaltävlingen \| Totaltävlingen \| Totaltävlingen \| Totaltävlingen \| Totaltävlingen \| \| Cyklist \| Cyklist \| Lag \| Tid \| \| \| -------------- \| ------------------ \| --------------------- \| -------------- \| -------------- \| \| 1. \| Remco Evenepoel \| Soudal Quick-Step \| 8t 54' 22" \| \| \| 2. \| Luke Plapp \| Ineos Grenadiers \| + 7" \| \| \| 3. \| Peio Bilbao \| Bahrain Victorious \| + 11" \| \| \| 4. \| Stefan de Bod \| EF Education-EasyPost \| + 1' 01" \| \| \| 5. \| Wout Poels \| Bahrain Victorious \| + 1' 04" \| \| \| 6. \| Harm Vanhoucke \| Team DSM \| + 1' 10" \| \| \| 7. \| Andreas Leknessund \| Team DSM \| + 1' 10" \| \| \| 8. \| Einer Rubio \| Movistar Team \| + 1' 11" \| \| \| 9. \| Georg Steinhauser \| EF Education-EasyPost \| + 1' 11" \| \| \| 10. \| Adam Yates \| UAE Team Emirates \| + 1' 12" \| \| |                    |                       |            |
| |                    |                       |            |
| Källa: ProCyclingStats |                    |                       |            |
| Totaltävlingen |                    |                       |            |
| Cyklist | Cyklist            | Lag                   | Tid        |
| 1. | Remco Evenepoel    | Soudal Quick-Step     | 8t 54' 22" |
| 2. | Luke Plapp         | Ineos Grenadiers      | + 7"       |
| 3. | Peio Bilbao        | Bahrain Victorious    | + 11"      |
| 4. | Stefan de Bod      | EF Education-EasyPost | + 1' 01"   |
| 5. | Wout Poels         | Bahrain Victorious    | + 1' 04"   |
| 6. | Harm Vanhoucke     | Team DSM              | + 1' 10"   |
| 7. | Andreas Leknessund | Team DSM              | + 1' 10"   |
| 8. | Einer Rubio        | Movistar Team         | + 1' 11"   |
| 9. | Georg Steinhauser  | EF Education-EasyPost | + 1' 11"   |
| 10. | Adam Yates         | UAE Team Emirates     | + 1' 12"   |

### 4:e etappen
| Al Shindagha - Dubai | Flack etapp | (174 km) |

| \| Placeringar i etappen \| Placeringar i etappen \| Placeringar i etappen \| Placeringar i etappen \| Placeringar i etappen \| \| Cyklist \| Cyklist \| Lag \| Tid \| \| \| --------------------- \| --------------------- \| ---------------------- \| --------------------- \| --------------------- \| \| 1. \| Juan Sebastián Molano \| UAE Team Emirates \| 3t 50' 01" \| \| \| 2. \| Olav Kooij \| Jumbo-Visma \| + 0" \| \| \| 3. \| Sam Welsford \| Team DSM \| + 0" \| \| \| 4. \| Arvid de Kleijn \| Tudor Pro Cycling Team \| + 0" \| \| \| 5. \| Dylan Groenewegen \| Team Jayco AlUla \| + 0" \| \| \| 6. \| Danny van Poppel \| Bora-Hansgrohe \| + 0" \| \| \| 7. \| Marijn van den Berg \| EF Education-EasyPost \| + 0" \| \| \| 8. \| Sam Bennett \| Bora-Hansgrohe \| + 0" \| \| \| 9. \| Tim Merlier \| Soudal Quick-Step \| + 0" \| \| \| 10. \| Jon Aberasturi \| Trek-Segafredo \| + 0" \| \| |                       |                        |            |
| |                       |                        |            |
| Källa: ProCyclingStats |                       |                        |            |
| Placeringar i etappen |                       |                        |            |
| Cyklist | Cyklist               | Lag                    | Tid        |
| 1. | Juan Sebastián Molano | UAE Team Emirates      | 3t 50' 01" |
| 2. | Olav Kooij            | Jumbo-Visma            | + 0"       |
| 3. | Sam Welsford          | Team DSM               | + 0"       |
| 4. | Arvid de Kleijn       | Tudor Pro Cycling Team | + 0"       |
| 5. | Dylan Groenewegen     | Team Jayco AlUla       | + 0"       |
| 6. | Danny van Poppel      | Bora-Hansgrohe         | + 0"       |
| 7. | Marijn van den Berg   | EF Education-EasyPost  | + 0"       |
| 8. | Sam Bennett           | Bora-Hansgrohe         | + 0"       |
| 9. | Tim Merlier           | Soudal Quick-Step      | + 0"       |
| 10. | Jon Aberasturi        | Trek-Segafredo         | + 0"       |

| \| Totaltävlingen \| Totaltävlingen \| Totaltävlingen \| Totaltävlingen \| Totaltävlingen \| \| Cyklist \| Cyklist \| Lag \| Tid \| \| \| -------------- \| ------------------ \| --------------------- \| -------------- \| -------------- \| \| 1. \| Remco Evenepoel \| Soudal Quick-Step \| \| \| \| 2. \| Luke Plapp \| Ineos Grenadiers \| + 7" \| \| \| 3. \| Peio Bilbao \| Bahrain Victorious \| + 11" \| \| \| 4. \| Stefan de Bod \| EF Education-EasyPost \| + 1' 01" \| \| \| 5. \| Wout Poels \| Bahrain Victorious \| + 1' 04" \| \| \| 6. \| Harm Vanhoucke \| Team DSM \| + 1' 10" \| \| \| 7. \| Andreas Leknessund \| Team DSM \| + 1' 10" \| \| \| 8. \| Einer Rubio \| Movistar Team \| + 1' 11" \| \| \| 9. \| Georg Steinhauser \| EF Education-EasyPost \| + 1' 11" \| \| \| 10. \| Adam Yates \| UAE Team Emirates \| + 1' 12" \| \| |                    |                       |          |
| |                    |                       |          |
| Källa: ProCyclingStats |                    |                       |          |
| Totaltävlingen |                    |                       |          |
| Cyklist | Cyklist            | Lag                   | Tid      |
| 1. | Remco Evenepoel    | Soudal Quick-Step     |          |
| 2. | Luke Plapp         | Ineos Grenadiers      | + 7"     |
| 3. | Peio Bilbao        | Bahrain Victorious    | + 11"    |
| 4. | Stefan de Bod      | EF Education-EasyPost | + 1' 01" |
| 5. | Wout Poels         | Bahrain Victorious    | + 1' 04" |
| 6. | Harm Vanhoucke     | Team DSM              | + 1' 10" |
| 7. | Andreas Leknessund | Team DSM              | + 1' 10" |
| 8. | Einer Rubio        | Movistar Team         | + 1' 11" |
| 9. | Georg Steinhauser  | EF Education-EasyPost | + 1' 11" |
| 10. | Adam Yates         | UAE Team Emirates     | + 1' 12" |

### 5:e etappen
| Al Marjan Island - Umm Al Quwain | Flack etapp | (170 km) |

| \| Placeringar i etappen \| Placeringar i etappen \| Placeringar i etappen \| Placeringar i etappen \| Placeringar i etappen \| \| Cyklist \| Cyklist \| Lag \| Tid \| \| \| --------------------- \| --------------------- \| --------------------- \| --------------------- \| --------------------- \| \| 1. \| Dylan Groenewegen \| Team Jayco AlUla \| 3t 57' 07" \| \| \| 2. \| Fernando Gaviria \| Movistar Team \| + 0" \| \| \| 3. \| Sam Bennett \| Bora-Hansgrohe \| + 0" \| \| \| 4. \| Emīls Liepiņš \| Trek-Segafredo \| + 0" \| \| \| 5. \| Tim Merlier \| Soudal Quick-Step \| + 0" \| \| \| 6. \| Sam Welsford \| Team DSM \| + 0" \| \| \| 7. \| Juan Sebastián Molano \| UAE Team Emirates \| + 0" \| \| \| 8. \| Mark Cavendish \| Astana Qazaqstan Team \| + 0" \| \| \| 9. \| Olav Kooij \| Jumbo-Visma \| + 0" \| \| \| 10. \| Arnaud Démare \| Groupama-FDJ \| + 0" \| \| |                       |                       |            |
| |                       |                       |            |
| Källa: ProCyclingStats |                       |                       |            |
| Placeringar i etappen |                       |                       |            |
| Cyklist | Cyklist               | Lag                   | Tid        |
| 1. | Dylan Groenewegen     | Team Jayco AlUla      | 3t 57' 07" |
| 2. | Fernando Gaviria      | Movistar Team         | + 0"       |
| 3. | Sam Bennett           | Bora-Hansgrohe        | + 0"       |
| 4. | Emīls Liepiņš         | Trek-Segafredo        | + 0"       |
| 5. | Tim Merlier           | Soudal Quick-Step     | + 0"       |
| 6. | Sam Welsford          | Team DSM              | + 0"       |
| 7. | Juan Sebastián Molano | UAE Team Emirates     | + 0"       |
| 8. | Mark Cavendish        | Astana Qazaqstan Team | + 0"       |
| 9. | Olav Kooij            | Jumbo-Visma           | + 0"       |
| 10. | Arnaud Démare         | Groupama-FDJ          | + 0"       |

| \| Totaltävlingen \| Totaltävlingen \| Totaltävlingen \| Totaltävlingen \| Totaltävlingen \| \| Cyklist \| Cyklist \| Lag \| Tid \| \| \| -------------- \| ------------------ \| --------------------- \| -------------- \| -------------- \| \| 1. \| Remco Evenepoel \| Soudal Quick-Step \| 16t 14' 28" \| \| \| 2. \| Luke Plapp \| Ineos Grenadiers \| + 9" \| \| \| 3. \| Peio Bilbao \| Bahrain Victorious \| + 13" \| \| \| 4. \| Stefan de Bod \| EF Education-EasyPost \| + 1' 03" \| \| \| 5. \| Wout Poels \| Bahrain Victorious \| + 1' 06" \| \| \| 6. \| Harm Vanhoucke \| Team DSM \| + 1' 12" \| \| \| 7. \| Andreas Leknessund \| Team DSM \| + 1' 12" \| \| \| 8. \| Einer Rubio \| Movistar Team \| + 1' 13" \| \| \| 9. \| Georg Steinhauser \| EF Education-EasyPost \| + 1' 13" \| \| \| 10. \| Adam Yates \| UAE Team Emirates \| + 1' 14" \| \| |                    |                       |             |
| |                    |                       |             |
| Källa: ProCyclingStats |                    |                       |             |
| Totaltävlingen |                    |                       |             |
| Cyklist | Cyklist            | Lag                   | Tid         |
| 1. | Remco Evenepoel    | Soudal Quick-Step     | 16t 14' 28" |
| 2. | Luke Plapp         | Ineos Grenadiers      | + 9"        |
| 3. | Peio Bilbao        | Bahrain Victorious    | + 13"       |
| 4. | Stefan de Bod      | EF Education-EasyPost | + 1' 03"    |
| 5. | Wout Poels         | Bahrain Victorious    | + 1' 06"    |
| 6. | Harm Vanhoucke     | Team DSM              | + 1' 12"    |
| 7. | Andreas Leknessund | Team DSM              | + 1' 12"    |
| 8. | Einer Rubio        | Movistar Team         | + 1' 13"    |
| 9. | Georg Steinhauser  | EF Education-EasyPost | + 1' 13"    |
| 10. | Adam Yates         | UAE Team Emirates     | + 1' 14"    |

### 6:e etappen
| Warner Bros. World Abu Dhabi - Abu Dhabi Breakwater | Flack etapp | (166 km) |

| \| Placeringar i etappen \| Placeringar i etappen \| Placeringar i etappen \| Placeringar i etappen \| Placeringar i etappen \| \| Cyklist \| Cyklist \| Lag \| Tid \| \| \| --------------------- \| --------------------- \| ------------------------ \| --------------------- \| --------------------- \| \| 1. \| Tim Merlier \| Soudal Quick-Step \| 3t 41' 12" \| \| \| 2. \| Sam Bennett \| Bora-Hansgrohe \| + 0" \| \| \| 3. \| Dylan Groenewegen \| Team Jayco AlUla \| + 0" \| \| \| 4. \| Olav Kooij \| Jumbo-Visma \| + 0" \| \| \| 5. \| Arvid de Kleijn \| Tudor Pro Cycling Team \| + 0" \| \| \| 6. \| Sam Welsford \| Team DSM \| + 0" \| \| \| 7. \| Gerben Thijssen \| Intermarché-Circus-Wanty \| + 0" \| \| \| 8. \| Emīls Liepiņš \| Trek-Segafredo \| + 0" \| \| \| 9. \| Phil Bauhaus \| Bahrain Victorious \| + 0" \| \| \| 10. \| Itamar Einhorn \| Israel-Premier Tech \| + 0" \| \| |                   |                          |            |
| |                   |                          |            |
| Källa: ProCyclingStats |                   |                          |            |
| Placeringar i etappen |                   |                          |            |
| Cyklist | Cyklist           | Lag                      | Tid        |
| 1. | Tim Merlier       | Soudal Quick-Step        | 3t 41' 12" |
| 2. | Sam Bennett       | Bora-Hansgrohe           | + 0"       |
| 3. | Dylan Groenewegen | Team Jayco AlUla         | + 0"       |
| 4. | Olav Kooij        | Jumbo-Visma              | + 0"       |
| 5. | Arvid de Kleijn   | Tudor Pro Cycling Team   | + 0"       |
| 6. | Sam Welsford      | Team DSM                 | + 0"       |
| 7. | Gerben Thijssen   | Intermarché-Circus-Wanty | + 0"       |
| 8. | Emīls Liepiņš     | Trek-Segafredo           | + 0"       |
| 9. | Phil Bauhaus      | Bahrain Victorious       | + 0"       |
| 10. | Itamar Einhorn    | Israel-Premier Tech      | + 0"       |

| \| Totaltävlingen \| Totaltävlingen \| Totaltävlingen \| Totaltävlingen \| Totaltävlingen \| \| Cyklist \| Cyklist \| Lag \| Tid \| \| \| -------------- \| ------------------ \| --------------------- \| -------------- \| -------------- \| \| 1. \| Remco Evenepoel \| Soudal Quick-Step \| 19t 55' 40" \| \| \| 2. \| Luke Plapp \| Ineos Grenadiers \| + 9" \| \| \| 3. \| Peio Bilbao \| Bahrain Victorious \| + 13" \| \| \| 4. \| Stefan de Bod \| EF Education-EasyPost \| + 1' 03" \| \| \| 5. \| Wout Poels \| Bahrain Victorious \| + 1' 06" \| \| \| 6. \| Harm Vanhoucke \| Team DSM \| + 1' 12" \| \| \| 7. \| Andreas Leknessund \| Team DSM \| + 1' 12" \| \| \| 8. \| Einer Rubio \| Movistar Team \| + 1' 13" \| \| \| 9. \| Georg Steinhauser \| EF Education-EasyPost \| + 1' 13" \| \| \| 10. \| Adam Yates \| UAE Team Emirates \| + 1' 14" \| \| |                    |                       |             |
| |                    |                       |             |
| Källa: ProCyclingStats |                    |                       |             |
| Totaltävlingen |                    |                       |             |
| Cyklist | Cyklist            | Lag                   | Tid         |
| 1. | Remco Evenepoel    | Soudal Quick-Step     | 19t 55' 40" |
| 2. | Luke Plapp         | Ineos Grenadiers      | + 9"        |
| 3. | Peio Bilbao        | Bahrain Victorious    | + 13"       |
| 4. | Stefan de Bod      | EF Education-EasyPost | + 1' 03"    |
| 5. | Wout Poels         | Bahrain Victorious    | + 1' 06"    |
| 6. | Harm Vanhoucke     | Team DSM              | + 1' 12"    |
| 7. | Andreas Leknessund | Team DSM              | + 1' 12"    |
| 8. | Einer Rubio        | Movistar Team         | + 1' 13"    |
| 9. | Georg Steinhauser  | EF Education-EasyPost | + 1' 13"    |
| 10. | Adam Yates         | UAE Team Emirates     | + 1' 14"    |

### 7:e etappen
| Hazza bin Zayed Stadium - Jabal Ḩafīt | Bergsetapp | (153 km) |

| \| Placeringar i etappen \| Placeringar i etappen \| Placeringar i etappen \| Placeringar i etappen \| Placeringar i etappen \| \| Cyklist \| Cyklist \| Lag \| Tid \| \| \| --------------------- \| --------------------- \| --------------------- \| --------------------- \| --------------------- \| \| 1. \| Adam Yates \| UAE Team Emirates \| 3t 29' 42" \| \| \| 2. \| Remco Evenepoel \| Soudal Quick-Step \| + 10" \| \| \| 3. \| Geoffrey Bouchard \| AG2R Citroën Team \| + 42" \| \| \| 4. \| Sepp Kuss \| Jumbo-Visma \| + 47" \| \| \| 5. \| Peio Bilbao \| Bahrain Victorious \| + 54" \| \| \| 6. \| Luke Plapp \| Ineos Grenadiers \| + 54" \| \| \| 7. \| Wout Poels \| Bahrain Victorious \| + 1' 16" \| \| \| 8. \| Antonio Tiberi \| Trek-Segafredo \| + 1' 16" \| \| \| 9. \| Ben Zwiehoff \| Bora-Hansgrohe \| + 1' 25" \| \| \| 10. \| Michael Storer \| Groupama-FDJ \| + 1' 25" \| \| |                   |                    |            |
| |                   |                    |            |
| Källa: ProCyclingStats |                   |                    |            |
| Placeringar i etappen |                   |                    |            |
| Cyklist | Cyklist           | Lag                | Tid        |
| 1. | Adam Yates        | UAE Team Emirates  | 3t 29' 42" |
| 2. | Remco Evenepoel   | Soudal Quick-Step  | + 10"      |
| 3. | Geoffrey Bouchard | AG2R Citroën Team  | + 42"      |
| 4. | Sepp Kuss         | Jumbo-Visma        | + 47"      |
| 5. | Peio Bilbao       | Bahrain Victorious | + 54"      |
| 6. | Luke Plapp        | Ineos Grenadiers   | + 54"      |
| 7. | Wout Poels        | Bahrain Victorious | + 1' 16"   |
| 8. | Antonio Tiberi    | Trek-Segafredo     | + 1' 16"   |
| 9. | Ben Zwiehoff      | Bora-Hansgrohe     | + 1' 25"   |
| 10. | Michael Storer    | Groupama-FDJ       | + 1' 25"   |

## Resultat

### Sammanlagt
| \| Totaltävlingen \| Totaltävlingen \| Totaltävlingen \| Totaltävlingen \| Totaltävlingen \| \| Cyklist \| Cyklist \| Lag \| Tid \| \| \| -------------- \| ---------------- \| ------------------ \| -------------- \| -------------- \| \| 1. \| Remco Evenepoel \| Soudal Quick-Step \| 23t 25' 26" \| \| \| 2. \| Luke Plapp \| Ineos Grenadiers \| + 59" \| \| \| 3. \| Adam Yates \| UAE Team Emirates \| + 1' 00" \| \| \| 4. \| Peio Bilbao \| Bahrain Victorious \| + 1' 03" \| \| \| 5. \| Sepp Kuss \| Jumbo-Visma \| + 2' 06" \| \| \| 6. \| Wout Poels \| Bahrain Victorious \| + 2' 18" \| \| \| 7. \| Antonio Tiberi \| Trek-Segafredo \| + 2' 33" \| \| \| 8. \| Ben Zwiehoff \| Bora-Hansgrohe \| + 2' 38" \| \| \| 9. \| Emanuel Buchmann \| Bora-Hansgrohe \| + 2' 38" \| \| \| 10. \| Harm Vanhoucke \| Team DSM \| + 2' 40" \| \| |                  |                    |             |
| |                  |                    |             |
| Källa: ProCyclingStats |                  |                    |             |
| Totaltävlingen |                  |                    |             |
| Cyklist | Cyklist          | Lag                | Tid         |
| 1. | Remco Evenepoel  | Soudal Quick-Step  | 23t 25' 26" |
| 2. | Luke Plapp       | Ineos Grenadiers   | + 59"       |
| 3. | Adam Yates       | UAE Team Emirates  | + 1' 00"    |
| 4. | Peio Bilbao      | Bahrain Victorious | + 1' 03"    |
| 5. | Sepp Kuss        | Jumbo-Visma        | + 2' 06"    |
| 6. | Wout Poels       | Bahrain Victorious | + 2' 18"    |
| 7. | Antonio Tiberi   | Trek-Segafredo     | + 2' 33"    |
| 8. | Ben Zwiehoff     | Bora-Hansgrohe     | + 2' 38"    |
| 9. | Emanuel Buchmann | Bora-Hansgrohe     | + 2' 38"    |
| 10. | Harm Vanhoucke   | Team DSM           | + 2' 40"    |

### Övriga tävlingar
| Poängtävlingen | Poängtävlingen        | Poängtävlingen     | Poängtävlingen | Poängtävlingen |
| Cyklist        | Cyklist               | Lag                | Poäng          |                |
| -------------- | --------------------- | ------------------ | -------------- | -------------- |
| 1.             | Tim Merlier           | Soudal Quick-Step  | 52 poäng       |                |
| 2.             | Remco Evenepoel       | Soudal Quick-Step  | 45 poäng       |                |
| 3.             | Dylan Groenewegen     | Team Jayco AlUla   | 39 poäng       |                |
| 4.             | Olav Kooij            | Jumbo-Visma        | 36 poäng       |                |
| 5.             | Edward Planckaert     | Alpecin-Deceuninck | 34 poäng       |                |
| 6.             | Adam Yates            | UAE Team Emirates  | 32 poäng       |                |
| 7.             | Sam Bennett           | Bora-Hansgrohe     | 31 poäng       |                |
| 8.             | Sam Welsford          | Team DSM           | 30 poäng       |                |
| 9.             | Luke Plapp            | Ineos Grenadiers   | 29 poäng       |                |
| 10.            | Juan Sebastián Molano | UAE Team Emirates  | 24 poäng       |                |

| Poängtävlingen | Poängtävlingen        | Poängtävlingen     | Poängtävlingen | Poängtävlingen |
| Cyklist        | Cyklist               | Lag                | Poäng          |                |
| -------------- | --------------------- | ------------------ | -------------- | -------------- |
| 1.             | Tim Merlier           | Soudal Quick-Step  | 52 poäng       |                |
| 2.             | Remco Evenepoel       | Soudal Quick-Step  | 45 poäng       |                |
| 3.             | Dylan Groenewegen     | Team Jayco AlUla   | 39 poäng       |                |
| 4.             | Olav Kooij            | Jumbo-Visma        | 36 poäng       |                |
| 5.             | Edward Planckaert     | Alpecin-Deceuninck | 34 poäng       |                |
| 6.             | Adam Yates            | UAE Team Emirates  | 32 poäng       |                |
| 7.             | Sam Bennett           | Bora-Hansgrohe     | 31 poäng       |                |
| 8.             | Sam Welsford          | Team DSM           | 30 poäng       |                |
| 9.             | Luke Plapp            | Ineos Grenadiers   | 29 poäng       |                |
| 10.            | Juan Sebastián Molano | UAE Team Emirates  | 24 poäng       |                |

| Ungdomstävlingen | Ungdomstävlingen       | Ungdomstävlingen       | Ungdomstävlingen | Ungdomstävlingen |
| Cyklist          | Cyklist                | Lag                    | Tid              |                  |
| ---------------- | ---------------------- | ---------------------- | ---------------- | ---------------- |
| 1.               | Remco Evenepoel        | Soudal Quick-Step      | 23t 25' 26"      |                  |
| 2.               | Luke Plapp             | Ineos Grenadiers       | + 59"            |                  |
| 3.               | Antonio Tiberi         | Trek-Segafredo         | + 2' 33"         |                  |
| 4.               | Einer Rubio            | Movistar Team          | + 2' 57"         |                  |
| 5.               | Brandon McNulty        | UAE Team Emirates      | + 3' 02"         |                  |
| 6.               | Matthew Riccitello     | Israel-Premier Tech    | + 3' 18"         |                  |
| 7.               | Valentin Paret-Peintre | AG2R Citroën Team      | + 3' 29"         |                  |
| 8.               | Andreas Leknessund     | Team DSM               | + 3' 39"         |                  |
| 9.               | Yannis Voisard         | Tudor Pro Cycling Team | + 3' 41"         |                  |
| 10.              | Georg Steinhauser      | EF Education-EasyPost  | + 3' 50"         |                  |

| Ungdomstävlingen | Ungdomstävlingen       | Ungdomstävlingen       | Ungdomstävlingen | Ungdomstävlingen |
| Cyklist          | Cyklist                | Lag                    | Tid              |                  |
| ---------------- | ---------------------- | ---------------------- | ---------------- | ---------------- |
| 1.               | Remco Evenepoel        | Soudal Quick-Step      | 23t 25' 26"      |                  |
| 2.               | Luke Plapp             | Ineos Grenadiers       | + 59"            |                  |
| 3.               | Antonio Tiberi         | Trek-Segafredo         | + 2' 33"         |                  |
| 4.               | Einer Rubio            | Movistar Team          | + 2' 57"         |                  |
| 5.               | Brandon McNulty        | UAE Team Emirates      | + 3' 02"         |                  |
| 6.               | Matthew Riccitello     | Israel-Premier Tech    | + 3' 18"         |                  |
| 7.               | Valentin Paret-Peintre | AG2R Citroën Team      | + 3' 29"         |                  |
| 8.               | Andreas Leknessund     | Team DSM               | + 3' 39"         |                  |
| 9.               | Yannis Voisard         | Tudor Pro Cycling Team | + 3' 41"         |                  |
| 10.              | Georg Steinhauser      | EF Education-EasyPost  | + 3' 50"         |                  |

| Sprinttävlingen | Sprinttävlingen   | Sprinttävlingen                    | Sprinttävlingen | Sprinttävlingen |
| Cyklist         | Cyklist           | Lag                                | Poäng           |                 |
| --------------- | ----------------- | ---------------------------------- | --------------- | --------------- |
| 1.              | Edward Planckaert | Alpecin-Deceuninck                 | 34 poäng        |                 |
| 2.              | Samuele Zoccarato | Green Project-Bardiani CSF-Faizanè | 24 poäng        |                 |
| 3.              | Luke Plapp        | Ineos Grenadiers                   | 13 poäng        |                 |
| 4.              | Remco Evenepoel   | Soudal Quick-Step                  | 10 poäng        |                 |
| 5.              | Alex Baudin       | AG2R Citroën Team                  | 10 poäng        |                 |
| 6.              | Nikias Arndt      | Bahrain Victorious                 | 9 poäng         |                 |
| 7.              | Thomas De Gendt   | Lotto Dstny                        | 9 poäng         |                 |
| 8.              | Jaakko Hänninen   | AG2R Citroën Team                  | 8 poäng         |                 |
| 9.              | Sam Welsford      | Team DSM                           | 8 poäng         |                 |
| 10.             | Josef Černý       | Soudal Quick-Step                  | 8 poäng         |                 |

| Sprinttävlingen | Sprinttävlingen   | Sprinttävlingen                    | Sprinttävlingen | Sprinttävlingen |
| Cyklist         | Cyklist           | Lag                                | Poäng           |                 |
| --------------- | ----------------- | ---------------------------------- | --------------- | --------------- |
| 1.              | Edward Planckaert | Alpecin-Deceuninck                 | 34 poäng        |                 |
| 2.              | Samuele Zoccarato | Green Project-Bardiani CSF-Faizanè | 24 poäng        |                 |
| 3.              | Luke Plapp        | Ineos Grenadiers                   | 13 poäng        |                 |
| 4.              | Remco Evenepoel   | Soudal Quick-Step                  | 10 poäng        |                 |
| 5.              | Alex Baudin       | AG2R Citroën Team                  | 10 poäng        |                 |
| 6.              | Nikias Arndt      | Bahrain Victorious                 | 9 poäng         |                 |
| 7.              | Thomas De Gendt   | Lotto Dstny                        | 9 poäng         |                 |
| 8.              | Jaakko Hänninen   | AG2R Citroën Team                  | 8 poäng         |                 |
| 9.              | Sam Welsford      | Team DSM                           | 8 poäng         |                 |
| 10.             | Josef Černý       | Soudal Quick-Step                  | 8 poäng         |                 |

| Lagtävlingen | Lagtävlingen             | Lagtävlingen | Lagtävlingen |
| Lag          | Lag                      | Tid          |              |
| ------------ | ------------------------ | ------------ | ------------ |
| 1.           | UAE Team Emirates        | 69t 48' 08"  |              |
| 2.           | AG2R Citroën Team        | + 1' 15"     |              |
| 3.           | EF Education-EasyPost    | + 1' 41"     |              |
| 4.           | Jumbo-Visma              | + 6' 37"     |              |
| 5.           | Intermarché-Circus-Wanty | + 6' 58"     |              |
| 6.           | Soudal Quick-Step        | + 7' 09"     |              |
| 7.           | Trek-Segafredo           | + 7' 19"     |              |
| 8.           | Israel-Premier Tech      | + 10' 02"    |              |
| 9.           | Astana Qazaqstan Team    | + 10' 39"    |              |
| 10.          | Bahrain Victorious       | + 11' 23"    |              |

| Lagtävlingen | Lagtävlingen             | Lagtävlingen | Lagtävlingen |
| Lag          | Lag                      | Tid          |              |
| ------------ | ------------------------ | ------------ | ------------ |
| 1.           | UAE Team Emirates        | 69t 48' 08"  |              |
| 2.           | AG2R Citroën Team        | + 1' 15"     |              |
| 3.           | EF Education-EasyPost    | + 1' 41"     |              |
| 4.           | Jumbo-Visma              | + 6' 37"     |              |
| 5.           | Intermarché-Circus-Wanty | + 6' 58"     |              |
| 6.           | Soudal Quick-Step        | + 7' 09"     |              |
| 7.           | Trek-Segafredo           | + 7' 19"     |              |
| 8.           | Israel-Premier Tech      | + 10' 02"    |              |
| 9.           | Astana Qazaqstan Team    | + 10' 39"    |              |
| 10.          | Bahrain Victorious       | + 11' 23"    |              |

## Startlista
| Soudal Quick-Step SOQ | Soudal Quick-Step SOQ                          | Soudal Quick-Step SOQ |
| --------------------- | ---------------------------------------------- | --------------------- |
| #                     | Cyklist                                        | Placering             |
| 1                     | Remco Evenepoel (BEL) (landsväg och tempolopp) | 1.                    |
| 2                     | Josef Černý (CZE)                              | 120.                  |
| 3                     | Tim Merlier (BEL) (landsväg)                   | 96.                   |
| 4                     | Mauro Schmid (SUI)                             | 31.                   |
| 5                     | Pieter Serry (BEL)                             | 65.                   |
| 6                     | Bert Van Lerberghe (BEL)                       | 122.                  |
| 7                     | Louis Vervaeke (BEL)                           | 67.                   |

| AG2R Citroën Team ACT | AG2R Citroën Team ACT        | AG2R Citroën Team ACT |
| --------------------- | ---------------------------- | --------------------- |
| #                     | Cyklist                      | Placering             |
| 11                    | Geoffrey Bouchard (FRA)      | 24.                   |
| 12                    | Alex Baudin (FRA)            | 34.                   |
| 13                    | Clément Berthet (FRA)        | 16.                   |
| 14                    | Jaakko Hänninen (FIN)        | 46.                   |
| 15                    | Paul Lapeira (FRA)           |                       |
| 16                    | Valentin Paret-Peintre (FRA) | 18.                   |
| 17                    | Lawrence Warbasse (USA)      | 37.                   |

| Alpecin-Deceuninck ADC | Alpecin-Deceuninck ADC      | Alpecin-Deceuninck ADC |
| ---------------------- | --------------------------- | ---------------------- |
| #                      | Cyklist                     | Placering              |
| 21                     | Ramon Sinkeldam (NED)       | 82.                    |
| 22                     | Maurice Ballerstedt (GER)   | 98.                    |
| 23                     | Senne Leysen (BEL)          | 83.                    |
| 24                     | Jason Osborne (GER)         | 26.                    |
| 25                     | Edward Planckaert (BEL)     | 131.                   |
| 26                     | Jensen Plowright (AUS)      | 116.                   |
| 27                     | Fabio Van den Bossche (BEL) | 105.                   |

| Astana Qazaqstan Team AST | Astana Qazaqstan Team AST       | Astana Qazaqstan Team AST |
| ------------------------- | ------------------------------- | ------------------------- |
| #                         | Cyklist                         | Placering                 |
| 31                        | Mark Cavendish (GBR) (landsväg) | 89.                       |
| 32                        | Cees Bol (NED)                  | 86.                       |
| 33                        | Dmitriy Gruzdev (KAZ)           | 126.                      |
| 34                        | Alexej Lutsenko (KAZ)           | 28.                       |
| 35                        | Davide Martinelli (ITA)         | 100.                      |
| 36                        | Javier Romo (ESP)               | 66.                       |
| 37                        | Harold Tejada (COL)             | 41.                       |

| Bahrain Victorious TBV | Bahrain Victorious TBV            | Bahrain Victorious TBV |
| ---------------------- | --------------------------------- | ---------------------- |
| #                      | Cyklist                           | Placering              |
| 41                     | Peio Bilbao (ESP)                 | 4.                     |
| 42                     | Nikias Arndt (GER)                | 55.                    |
| 43                     | Matevž Govekar (SLO)              | 104.                   |
| 44                     | Fran Miholjević (CRO) (tempolopp) | 87.                    |
| 45                     | Wout Poels (NED)                  | 6.                     |
| 46                     | Johan Price-Pejtersen (DEN)       | 118.                   |
| 47                     | Phil Bauhaus (GER)                | 103.                   |

| Bora-Hansgrohe BOH | Bora-Hansgrohe BOH     | Bora-Hansgrohe BOH |
| ------------------ | ---------------------- | ------------------ |
| #                  | Cyklist                | Placering          |
| 51                 | Sam Bennett (IRL)      | 113.               |
| 52                 | Shane Archbold (NZL)   | 102.               |
| 53                 | Emanuel Buchmann (GER) | 9.                 |
| 54                 | Patrick Gamper (AUT)   | 64.                |
| 55                 | Ryan Mullen (IRL)      | 77.                |
| 56                 | Danny van Poppel (NED) | 79.                |
| 57                 | Ben Zwiehoff (GER)     | 8.                 |

| EF Education-EasyPost EFE | EF Education-EasyPost EFE | EF Education-EasyPost EFE |
| ------------------------- | ------------------------- | ------------------------- |
| #                         | Cyklist                   | Placering                 |
| 61                        | Andrey Amador (CRC)       | 39.                       |
| 62                        | Diego Camargo (COL)       | 50.                       |
| 63                        | Simon Carr (GBR)          | 52.                       |
| 64                        | Stefan de Bod (RSA)       | 11.                       |
| 65                        | Georg Steinhauser (GER)   | 22.                       |
| 66                        | Marijn van den Berg (NED) | 63.                       |
| 67                        | Łukasz Wiśniowski (POL)   | 111.                      |

| Green Project-Bardiani CSF-Faizanè BCF | Green Project-Bardiani CSF-Faizanè BCF | Green Project-Bardiani CSF-Faizanè BCF |
| -------------------------------------- | -------------------------------------- | -------------------------------------- |
| #                                      | Cyklist                                | Placering                              |
| 71                                     | Luca Colnaghi (ITA)                    | 112.                                   |
| 72                                     | Luca Covili (ITA)                      | 33.                                    |
| 73                                     | Riccardo Lucca (ITA)                   | 110.                                   |
| 74                                     | Filippo Magli (ITA)                    | 90.                                    |
| 75                                     | Alessandro Tonelli (ITA)               | 45.                                    |
| 76                                     | Enrico Zanoncello (ITA)                | 128.                                   |
| 77                                     | Samuele Zoccarato (ITA)                | 40.                                    |

| Groupama-FDJ GFC | Groupama-FDJ GFC          | Groupama-FDJ GFC |
| ---------------- | ------------------------- | ---------------- |
| #                | Cyklist                   | Placering        |
| 81               | Arnaud Démare (FRA)       | 85.              |
| 82               | Clément Davy (FRA)        | 70.              |
| 83               | Ignatas Konovalovas (LTU) | 68.              |
| 84               | Laurence Pithie (NZL)     | 84.              |
| 85               | Michael Storer (AUS)      | 12.              |
| 86               | Reuben Thompson (NZL)     | 44.              |
| 87               | Bram Welten (NED)         | 117.             |

| Ineos Grenadiers IGD | Ineos Grenadiers IGD        | Ineos Grenadiers IGD |
| -------------------- | --------------------------- | -------------------- |
| #                    | Cyklist                     | Placering            |
| 91                   | Elia Viviani (ITA)          | 123.                 |
| 92                   | Kim Heiduk (GER)            | 74.                  |
| 93                   | Luke Plapp (AUS) (landsväg) | 2.                   |
| 94                   | Ben Swift (GBR)             | 48.                  |
| 95                   | Josh Tarling (GBR)          | 49.                  |
| 96                   | Ben Tulett (GBR)            | 51.                  |
| 97                   | Cameron Wurf (AUS)          | 133.                 |

| Intermarché-Circus-Wanty ICW | Intermarché-Circus-Wanty ICW    | Intermarché-Circus-Wanty ICW |
| ---------------------------- | ------------------------------- | ---------------------------- |
| #                            | Cyklist                         | Placering                    |
| 101                          | Louis Meintjes (RSA)            | 25.                          |
| 102                          | Julius Johansen (DEN)           | 58.                          |
| 103                          | Tom Paquot (BEL)                | 73.                          |
| 104                          | Simone Petilli (ITA)            | 47.                          |
| 105                          | Rein Taaramäe (EST) (tempolopp) | 19.                          |
| 106                          | Gerben Thijssen (BEL)           | 106.                         |
| 107                          | Boy van Poppel (NED)            | 107.                         |

| Israel-Premier Tech IPT | Israel-Premier Tech IPT         | Israel-Premier Tech IPT |
| ----------------------- | ------------------------------- | ----------------------- |
| #                       | Cyklist                         | Placering               |
| 111                     | Jakob Fuglsang (DEN)            | DNS-5                   |
| 112                     | Itamar Einhorn (ISR) (landsväg) | 125.                    |
| 113                     | Derek Gee (CAN) (tempolopp)     | 43.                     |
| 114                     | Ben Hermans (BEL)               |                         |
| 115                     | Taj Jones (AUS)                 | 108.                    |
| 116                     | Matthew Riccitello (USA)        | 17.                     |
| 117                     | Mads Würtz Schmidt (DEN)        | 36.                     |

| Jumbo-Visma TJV | Jumbo-Visma TJV          | Jumbo-Visma TJV |
| --------------- | ------------------------ | --------------- |
| #               | Cyklist                  | Placering       |
| 121             | Sepp Kuss (USA)          | 5.              |
| 122             | Thomas Gloag (GBR)       | 27.             |
| 123             | Michel Hessmann (GER)    | 42.             |
| 124             | Lennard Hofstede (NED)   | 94.             |
| 125             | Olav Kooij (NED)         | 119.            |
| 126             | Timo Roosen (NED)        | 59.             |
| 127             | Tosh Van der Sande (BEL) | 69.             |

| Lotto Dstny LTD | Lotto Dstny LTD           | Lotto Dstny LTD |
| --------------- | ------------------------- | --------------- |
| #               | Cyklist                   | Placering       |
| 131             | Caleb Ewan (AUS)          | 93.             |
| 132             | Thomas De Gendt (BEL)     | 60.             |
| 133             | Jarrad Drizners (AUS)     | 88.             |
| 134             | Jacopo Guarnieri (ITA)    | 81.             |
| 135             | Michael Schwarzmann (GER) | 109.            |
| 136             | Rüdiger Selig (GER)       | 97.             |
| 137             | Eduardo Sepúlveda (ARG)   | 29.             |

| Movistar Team MOV | Movistar Team MOV           | Movistar Team MOV |
| ----------------- | --------------------------- | ----------------- |
| #                 | Cyklist                     | Placering         |
| 141               | Fernando Gaviria (COL)      | 121.              |
| 142               | Juri Hollmann (GER)         | 71.               |
| 143               | Johan Jacobs (SUI)          | 124.              |
| 144               | Oier Lazkano (ESP)          | 91.               |
| 145               | Óscar Rodríguez (ESP)       | 23.               |
| 146               | Einer Rubio (COL)           | 13.               |
| 147               | Albert Torres Barceló (ESP) | 53.               |

| Team DSM DSM | Team DSM DSM               | Team DSM DSM |
| ------------ | -------------------------- | ------------ |
| #            | Cyklist                    | Placering    |
| 151          | Andreas Leknessund (NOR)   | 20.          |
| 152          | Tobias Lund Andresen (DEN) | DNS-3        |
| 153          | Alexander Edmondson (AUS)  | 99.          |
| 154          | Frederik Rodenberg (DEN)   | DNS-4        |
| 155          | Niklas Märkl (GER)         | 57.          |
| 156          | Harm Vanhoucke (BEL)       | 10.          |
| 157          | Sam Welsford (AUS)         | 115.         |

| Team Jayco AlUla JAY | Team Jayco AlUla JAY    | Team Jayco AlUla JAY |
| -------------------- | ----------------------- | -------------------- |
| #                    | Cyklist                 | Placering            |
| 161                  | Dylan Groenewegen (NED) | 101.                 |
| 162                  | Michael Hepburn (AUS)   | 61.                  |
| 163                  | Jan Maas (NED)          | 62.                  |
| 164                  | Luka Mezgec (SLO)       | 95.                  |
| 165                  | Blake Quick (AUS)       | 114.                 |
| 166                  | Elmar Reinders (NED)    | 78.                  |
| 167                  | Callum Scotson (AUS)    | 15.                  |

| Trek-Segafredo TFS | Trek-Segafredo TFS             | Trek-Segafredo TFS |
| ------------------ | ------------------------------ | ------------------ |
| #                  | Cyklist                        | Placering          |
| 171                | Antonio Tiberi (ITA)           | 7.                 |
| 172                | Jon Aberasturi (ESP)           | 80.                |
| 173                | Marc Brustenga (ESP)           | 75.                |
| 174                | Amanuel Gebrezgabihier (ERI)   | 30.                |
| 175                | Asbjørn Hellemose (DEN)        | 32.                |
| 176                | Emīls Liepiņš (LAT) (landsväg) | 92.                |
| 177                | Antwan Tolhoek (NED)           | DNS-6              |

| Tudor Pro Cycling Team TUD | Tudor Pro Cycling Team TUD     | Tudor Pro Cycling Team TUD |
| -------------------------- | ------------------------------ | -------------------------- |
| #                          | Cyklist                        | Placering                  |
| 181                        | Arvid de Kleijn (NED)          | 130.                       |
| 182                        | Sebastian Kolze Changizi (DEN) | 132.                       |
| 183                        | Miká Heming (GER)              | 72.                        |
| 184                        | Arthur Kluckers (LUX)          | 54.                        |
| 185                        | Rick Pluimers (NED)            | 76.                        |
| 186                        | Yannis Voisard (SUI)           | 21.                        |
| 187                        | Maikel Zijlaard (NED)          | 127.                       |

| UAE Team Emirates UAD | UAE Team Emirates UAD       | UAE Team Emirates UAD |
| --------------------- | --------------------------- | --------------------- |
| #                     | Cyklist                     | Placering             |
| 191                   | Adam Yates (GBR)            | 3.                    |
| 192                   | Mikkel Bjerg (DEN)          | 35.                   |
| 193                   | Vegard Stake Laengen (NOR)  | 56.                   |
| 194                   | Brandon McNulty (USA)       | 14.                   |
| 195                   | Juan Sebastián Molano (COL) | 129.                  |
| 196                   | Marc Soler (ESP)            | 38.                   |
| 197                   | Jay Vine (AUS) (tempolopp)  | DNS-3                 |

| Soudal Quick-Step SOQ | Soudal Quick-Step SOQ                          | Soudal Quick-Step SOQ |
| --------------------- | ---------------------------------------------- | --------------------- |
| #                     | Cyklist                                        | Placering             |
| 1                     | Remco Evenepoel (BEL) (landsväg och tempolopp) | 1.                    |
| 2                     | Josef Černý (CZE)                              | 120.                  |
| 3                     | Tim Merlier (BEL) (landsväg)                   | 96.                   |
| 4                     | Mauro Schmid (SUI)                             | 31.                   |
| 5                     | Pieter Serry (BEL)                             | 65.                   |
| 6                     | Bert Van Lerberghe (BEL)                       | 122.                  |
| 7                     | Louis Vervaeke (BEL)                           | 67.                   |

| AG2R Citroën Team ACT | AG2R Citroën Team ACT        | AG2R Citroën Team ACT |
| --------------------- | ---------------------------- | --------------------- |
| #                     | Cyklist                      | Placering             |
| 11                    | Geoffrey Bouchard (FRA)      | 24.                   |
| 12                    | Alex Baudin (FRA)            | 34.                   |
| 13                    | Clément Berthet (FRA)        | 16.                   |
| 14                    | Jaakko Hänninen (FIN)        | 46.                   |
| 15                    | Paul Lapeira (FRA)           |                       |
| 16                    | Valentin Paret-Peintre (FRA) | 18.                   |
| 17                    | Lawrence Warbasse (USA)      | 37.                   |

| Alpecin-Deceuninck ADC | Alpecin-Deceuninck ADC      | Alpecin-Deceuninck ADC |
| ---------------------- | --------------------------- | ---------------------- |
| #                      | Cyklist                     | Placering              |
| 21                     | Ramon Sinkeldam (NED)       | 82.                    |
| 22                     | Maurice Ballerstedt (GER)   | 98.                    |
| 23                     | Senne Leysen (BEL)          | 83.                    |
| 24                     | Jason Osborne (GER)         | 26.                    |
| 25                     | Edward Planckaert (BEL)     | 131.                   |
| 26                     | Jensen Plowright (AUS)      | 116.                   |
| 27                     | Fabio Van den Bossche (BEL) | 105.                   |

| Astana Qazaqstan Team AST | Astana Qazaqstan Team AST       | Astana Qazaqstan Team AST |
| ------------------------- | ------------------------------- | ------------------------- |
| #                         | Cyklist                         | Placering                 |
| 31                        | Mark Cavendish (GBR) (landsväg) | 89.                       |
| 32                        | Cees Bol (NED)                  | 86.                       |
| 33                        | Dmitriy Gruzdev (KAZ)           | 126.                      |
| 34                        | Alexej Lutsenko (KAZ)           | 28.                       |
| 35                        | Davide Martinelli (ITA)         | 100.                      |
| 36                        | Javier Romo (ESP)               | 66.                       |
| 37                        | Harold Tejada (COL)             | 41.                       |

| Bahrain Victorious TBV | Bahrain Victorious TBV            | Bahrain Victorious TBV |
| ---------------------- | --------------------------------- | ---------------------- |
| #                      | Cyklist                           | Placering              |
| 41                     | Peio Bilbao (ESP)                 | 4.                     |
| 42                     | Nikias Arndt (GER)                | 55.                    |
| 43                     | Matevž Govekar (SLO)              | 104.                   |
| 44                     | Fran Miholjević (CRO) (tempolopp) | 87.                    |
| 45                     | Wout Poels (NED)                  | 6.                     |
| 46                     | Johan Price-Pejtersen (DEN)       | 118.                   |
| 47                     | Phil Bauhaus (GER)                | 103.                   |

| Bora-Hansgrohe BOH | Bora-Hansgrohe BOH     | Bora-Hansgrohe BOH |
| ------------------ | ---------------------- | ------------------ |
| #                  | Cyklist                | Placering          |
| 51                 | Sam Bennett (IRL)      | 113.               |
| 52                 | Shane Archbold (NZL)   | 102.               |
| 53                 | Emanuel Buchmann (GER) | 9.                 |
| 54                 | Patrick Gamper (AUT)   | 64.                |
| 55                 | Ryan Mullen (IRL)      | 77.                |
| 56                 | Danny van Poppel (NED) | 79.                |
| 57                 | Ben Zwiehoff (GER)     | 8.                 |

| EF Education-EasyPost EFE | EF Education-EasyPost EFE | EF Education-EasyPost EFE |
| ------------------------- | ------------------------- | ------------------------- |
| #                         | Cyklist                   | Placering                 |
| 61                        | Andrey Amador (CRC)       | 39.                       |
| 62                        | Diego Camargo (COL)       | 50.                       |
| 63                        | Simon Carr (GBR)          | 52.                       |
| 64                        | Stefan de Bod (RSA)       | 11.                       |
| 65                        | Georg Steinhauser (GER)   | 22.                       |
| 66                        | Marijn van den Berg (NED) | 63.                       |
| 67                        | Łukasz Wiśniowski (POL)   | 111.                      |

| Green Project-Bardiani CSF-Faizanè BCF | Green Project-Bardiani CSF-Faizanè BCF | Green Project-Bardiani CSF-Faizanè BCF |
| -------------------------------------- | -------------------------------------- | -------------------------------------- |
| #                                      | Cyklist                                | Placering                              |
| 71                                     | Luca Colnaghi (ITA)                    | 112.                                   |
| 72                                     | Luca Covili (ITA)                      | 33.                                    |
| 73                                     | Riccardo Lucca (ITA)                   | 110.                                   |
| 74                                     | Filippo Magli (ITA)                    | 90.                                    |
| 75                                     | Alessandro Tonelli (ITA)               | 45.                                    |
| 76                                     | Enrico Zanoncello (ITA)                | 128.                                   |
| 77                                     | Samuele Zoccarato (ITA)                | 40.                                    |

| Groupama-FDJ GFC | Groupama-FDJ GFC          | Groupama-FDJ GFC |
| ---------------- | ------------------------- | ---------------- |
| #                | Cyklist                   | Placering        |
| 81               | Arnaud Démare (FRA)       | 85.              |
| 82               | Clément Davy (FRA)        | 70.              |
| 83               | Ignatas Konovalovas (LTU) | 68.              |
| 84               | Laurence Pithie (NZL)     | 84.              |
| 85               | Michael Storer (AUS)      | 12.              |
| 86               | Reuben Thompson (NZL)     | 44.              |
| 87               | Bram Welten (NED)         | 117.             |

| Ineos Grenadiers IGD | Ineos Grenadiers IGD        | Ineos Grenadiers IGD |
| -------------------- | --------------------------- | -------------------- |
| #                    | Cyklist                     | Placering            |
| 91                   | Elia Viviani (ITA)          | 123.                 |
| 92                   | Kim Heiduk (GER)            | 74.                  |
| 93                   | Luke Plapp (AUS) (landsväg) | 2.                   |
| 94                   | Ben Swift (GBR)             | 48.                  |
| 95                   | Josh Tarling (GBR)          | 49.                  |
| 96                   | Ben Tulett (GBR)            | 51.                  |
| 97                   | Cameron Wurf (AUS)          | 133.                 |

| Intermarché-Circus-Wanty ICW | Intermarché-Circus-Wanty ICW    | Intermarché-Circus-Wanty ICW |
| ---------------------------- | ------------------------------- | ---------------------------- |
| #                            | Cyklist                         | Placering                    |
| 101                          | Louis Meintjes (RSA)            | 25.                          |
| 102                          | Julius Johansen (DEN)           | 58.                          |
| 103                          | Tom Paquot (BEL)                | 73.                          |
| 104                          | Simone Petilli (ITA)            | 47.                          |
| 105                          | Rein Taaramäe (EST) (tempolopp) | 19.                          |
| 106                          | Gerben Thijssen (BEL)           | 106.                         |
| 107                          | Boy van Poppel (NED)            | 107.                         |

| Israel-Premier Tech IPT | Israel-Premier Tech IPT         | Israel-Premier Tech IPT |
| ----------------------- | ------------------------------- | ----------------------- |
| #                       | Cyklist                         | Placering               |
| 111                     | Jakob Fuglsang (DEN)            | DNS-5                   |
| 112                     | Itamar Einhorn (ISR) (landsväg) | 125.                    |
| 113                     | Derek Gee (CAN) (tempolopp)     | 43.                     |
| 114                     | Ben Hermans (BEL)               |                         |
| 115                     | Taj Jones (AUS)                 | 108.                    |
| 116                     | Matthew Riccitello (USA)        | 17.                     |
| 117                     | Mads Würtz Schmidt (DEN)        | 36.                     |

| Jumbo-Visma TJV | Jumbo-Visma TJV          | Jumbo-Visma TJV |
| --------------- | ------------------------ | --------------- |
| #               | Cyklist                  | Placering       |
| 121             | Sepp Kuss (USA)          | 5.              |
| 122             | Thomas Gloag (GBR)       | 27.             |
| 123             | Michel Hessmann (GER)    | 42.             |
| 124             | Lennard Hofstede (NED)   | 94.             |
| 125             | Olav Kooij (NED)         | 119.            |
| 126             | Timo Roosen (NED)        | 59.             |
| 127             | Tosh Van der Sande (BEL) | 69.             |

| Lotto Dstny LTD | Lotto Dstny LTD           | Lotto Dstny LTD |
| --------------- | ------------------------- | --------------- |
| #               | Cyklist                   | Placering       |
| 131             | Caleb Ewan (AUS)          | 93.             |
| 132             | Thomas De Gendt (BEL)     | 60.             |
| 133             | Jarrad Drizners (AUS)     | 88.             |
| 134             | Jacopo Guarnieri (ITA)    | 81.             |
| 135             | Michael Schwarzmann (GER) | 109.            |
| 136             | Rüdiger Selig (GER)       | 97.             |
| 137             | Eduardo Sepúlveda (ARG)   | 29.             |

| Movistar Team MOV | Movistar Team MOV           | Movistar Team MOV |
| ----------------- | --------------------------- | ----------------- |
| #                 | Cyklist                     | Placering         |
| 141               | Fernando Gaviria (COL)      | 121.              |
| 142               | Juri Hollmann (GER)         | 71.               |
| 143               | Johan Jacobs (SUI)          | 124.              |
| 144               | Oier Lazkano (ESP)          | 91.               |
| 145               | Óscar Rodríguez (ESP)       | 23.               |
| 146               | Einer Rubio (COL)           | 13.               |
| 147               | Albert Torres Barceló (ESP) | 53.               |

| Team DSM DSM | Team DSM DSM               | Team DSM DSM |
| ------------ | -------------------------- | ------------ |
| #            | Cyklist                    | Placering    |
| 151          | Andreas Leknessund (NOR)   | 20.          |
| 152          | Tobias Lund Andresen (DEN) | DNS-3        |
| 153          | Alexander Edmondson (AUS)  | 99.          |
| 154          | Frederik Rodenberg (DEN)   | DNS-4        |
| 155          | Niklas Märkl (GER)         | 57.          |
| 156          | Harm Vanhoucke (BEL)       | 10.          |
| 157          | Sam Welsford (AUS)         | 115.         |

| Team Jayco AlUla JAY | Team Jayco AlUla JAY    | Team Jayco AlUla JAY |
| -------------------- | ----------------------- | -------------------- |
| #                    | Cyklist                 | Placering            |
| 161                  | Dylan Groenewegen (NED) | 101.                 |
| 162                  | Michael Hepburn (AUS)   | 61.                  |
| 163                  | Jan Maas (NED)          | 62.                  |
| 164                  | Luka Mezgec (SLO)       | 95.                  |
| 165                  | Blake Quick (AUS)       | 114.                 |
| 166                  | Elmar Reinders (NED)    | 78.                  |
| 167                  | Callum Scotson (AUS)    | 15.                  |

| Trek-Segafredo TFS | Trek-Segafredo TFS             | Trek-Segafredo TFS |
| ------------------ | ------------------------------ | ------------------ |
| #                  | Cyklist                        | Placering          |
| 171                | Antonio Tiberi (ITA)           | 7.                 |
| 172                | Jon Aberasturi (ESP)           | 80.                |
| 173                | Marc Brustenga (ESP)           | 75.                |
| 174                | Amanuel Gebrezgabihier (ERI)   | 30.                |
| 175                | Asbjørn Hellemose (DEN)        | 32.                |
| 176                | Emīls Liepiņš (LAT) (landsväg) | 92.                |
| 177                | Antwan Tolhoek (NED)           | DNS-6              |

| Tudor Pro Cycling Team TUD | Tudor Pro Cycling Team TUD     | Tudor Pro Cycling Team TUD |
| -------------------------- | ------------------------------ | -------------------------- |
| #                          | Cyklist                        | Placering                  |
| 181                        | Arvid de Kleijn (NED)          | 130.                       |
| 182                        | Sebastian Kolze Changizi (DEN) | 132.                       |
| 183                        | Miká Heming (GER)              | 72.                        |
| 184                        | Arthur Kluckers (LUX)          | 54.                        |
| 185                        | Rick Pluimers (NED)            | 76.                        |
| 186                        | Yannis Voisard (SUI)           | 21.                        |
| 187                        | Maikel Zijlaard (NED)          | 127.                       |

| UAE Team Emirates UAD | UAE Team Emirates UAD       | UAE Team Emirates UAD |
| --------------------- | --------------------------- | --------------------- |
| #                     | Cyklist                     | Placering             |
| 191                   | Adam Yates (GBR)            | 3.                    |
| 192                   | Mikkel Bjerg (DEN)          | 35.                   |
| 193                   | Vegard Stake Laengen (NOR)  | 56.                   |
| 194                   | Brandon McNulty (USA)       | 14.                   |
| 195                   | Juan Sebastián Molano (COL) | 129.                  |
| 196                   | Marc Soler (ESP)            | 38.                   |
| 197                   | Jay Vine (AUS) (tempolopp)  | DNS-3                 |

Förklaringar
DNF = Fullföljde inte, OTL = Utanför tidsgränsen, DNS = Startade inte, DSQ = Diskvalificerad